# Lomaspilis wendlandtiata
Lomaspilis wendlandtiata är en fjärilsart som beskrevs av Fuchs 1899. Lomaspilis wendlandtiata ingår i släktet Lomaspilis och familjen mätare. Inga underarter finns listade i Catalogue of Life.